# Koloman Gajan
Koloman Gajan (7. listopadu 1918, Brezovička – 27. prosince 2011, Praha) byl přední československý historik, specialista na moderní politické dějiny.

## Život
Narodil se jako Koloman Edelmann do rodiny ortodoxních východoslovenských Židů. V roce 1940 stihl odmaturovat, pak následovalo jeho zatčení gestapem. Byl brzy propuštěn a další léta se angažoval v odbojové činnosti. Mnohým lidem zachránil život, avšak na sklonku války byl na udání zatčen znovu. Prošel šesti koncentračními tábory, mj. Lauingenem, kde prodělal tyfus[nepřesný odkaz]. Jeho rodiče a šest sourozenců válku nepřežilo, on sám se opakovaně zachránil díky falešné identitě pod jménem Ján Gajan. Jako upomínku si příjmení Gajan ponechal i po válce.
Vstoupil do KSČ a vystudoval historii a romanistiku na FF UK, kde posléze zůstal jako vědecký pracovník. Zabýval se dějinami dělnického hnutí a mezinárodní politikou první poloviny 20. století. Ke konci 60. let jezdil přednášet do Západního Německa. Po sovětské okupaci byl ovšem ze strany vyloučen a dalších 20 let mu byla akademická dráha zapovězena. Publikoval proto pod jmény svých kolegů a živil se výukou cizích jazyků.
Po roce 1989 se vrátil na filozofickou fakultu a badatelsky se zaměřil na osobnost T. G. Masaryka. Podílel se na obnově Masarykovy společnosti a byl aktivním členem pražské židovské obce.

## Výběr z díla
- Příspěvek ke vzniku KSČ. Od prosincové generální stávky do slučovacího sjezdu KSČ. Praha : SNPL, 1954.
- Historický atlas revolučního hnutí (1.-4. díl). Praha : Ústřední správa geodesie a kartografie, 1956. (s F. Burianem a K. Markem za red. F. D. Póra)
- Boj za utvorenie KSČ. Bratislava : Slovenské vydavatel'stvo politickej literatúry, 1961. (se Z. Kárníkem)
- Německý imperialismus a československo-německé vztahy v letech 1918-1921. Praha : ČSAV, 1962.
- Osudy tretej republiky. Francúzsko v rokoch 1918-1940. Bratislava : Vydavatel'stvo politickej literatúry, 1967.
- Dějiny novověku III, IV. Praha : Státní pedagogické nakladatelství, 1973-4. (s kolektivem; pod jménem J. Charváta)